# МАЗ-5550
МАЗ-5550 — самоскид з колісною формулою 4х2 вантажопідйомністю 11 т, що випускається Мінським автозаводом з 2006 року. Кузов — суцільнометалевий з заднім бортом, що автоматично відкривається і закривається, розвантаження — назад.
Автомобіль цієї моделі замінив самоскид МАЗ-5551. Серед зовнішніх змін нова кабіна, а також збільшений об'єм кузова, що зробило автомобіль більш вантажопідйомним. Автомобіль отримав нові дизельні двигуни Deutz TCD 2013 LO4 4V P4 потужністю 215 к.с. (Євро-4) або MAN D0834LFL65 потужністю 220 к.с., або ЯМЗ-5361 потужністю 270 к.с., або ЯМЗ-5363 потужністю 240 к.с., або ЯМЗ-536.10 потужністю 310 к.с., а також нову 6-ти ступеневу коробку передач ZF 6S-850.

## Модифікації
- МАЗ-555035 — базова модель, двохосний самоскид, що виробляється з 2006 року.
- МАЗ-5550V3 — двохосний самоскид з трьохстороннім розвантаженням. Виробляється з 2011 року.